# Dahlheim
Dahlheim är en Ortsgemeinde i Rhein-Lahn-Kreis i det tyska förbundslandet Rheinland-Pfalz. Dahlheim har cirka 800 invånare.
Kommunen ingår i kommunalförbundet Verbandsgemeinde Loreley tillsammans med ytterligare 21 kommuner.